# Антенориды (Софокл)
«Антенориды» — трагедия древнегреческого драматурга Софокла (V век до н. э.) на тему мифов о Троянской войне. Её текст почти полностью утрачен.
Пьеса упоминается только в одном источнике — античном предисловии к трагедии Софокла «Аякс». Сохранился единственный короткий фрагмент текста: «… И птаха, и слугу, и вестника…». Речь здесь явно идёт об орле Зевса, но это не даёт информации о сюжете. Исходя из названия, исследователи полагают, что в «Антеноридах» шла речь о переселении троянца Антенора с семьёй во Фракию или Северную Италию.
У Вакхилида есть дифирамб под названием «Антенориды, или Посольство о Елене». Исходя из этого, некоторые исследователи отождествляют «Антеноридов» с ещё одной трагедией Софокла — «Посольство о Елене», действие которой происходило на первом этапе Троянской войны.
Римский драматург Луций Акций создал латинскую переработку сюжета под тем же названием.